# Saffransnäbbad sparv
Saffransnäbbad sparv (Arremon flavirostris) är en fågel i familjen amerikanska sparvar inom ordningen tättingar.

## Utbredning och systematik
Saffransnäbbad sparv delas numera vanligen in i två underarter underarter med följande utbredning:
- A. f. polionotus – östra Bolivia, sydcentrala Brasilien (västra São Paulo till Mato Grosso do Sul, södra Mato Grosso samt norra och västra Paraná), Paraguay och nordöstra Argentina
- A. f. flavirostris – centrala östra Brasiliens inland (Goiás, Minas Gerais, norra och östra São Paulo samt närliggande östra Mato Grosso do Sul; möjligen även Bahia)

Tidigare inkluderades mossparven (Arremon dorbignii) i arten, men denna urskiljs numera vanligen som egen art.

## Status
Arten har ett stort utbredningsområde och beståndet anses stabilt. Internationella naturvårdsunionen IUCN listar den därför som livskraftig (LC).

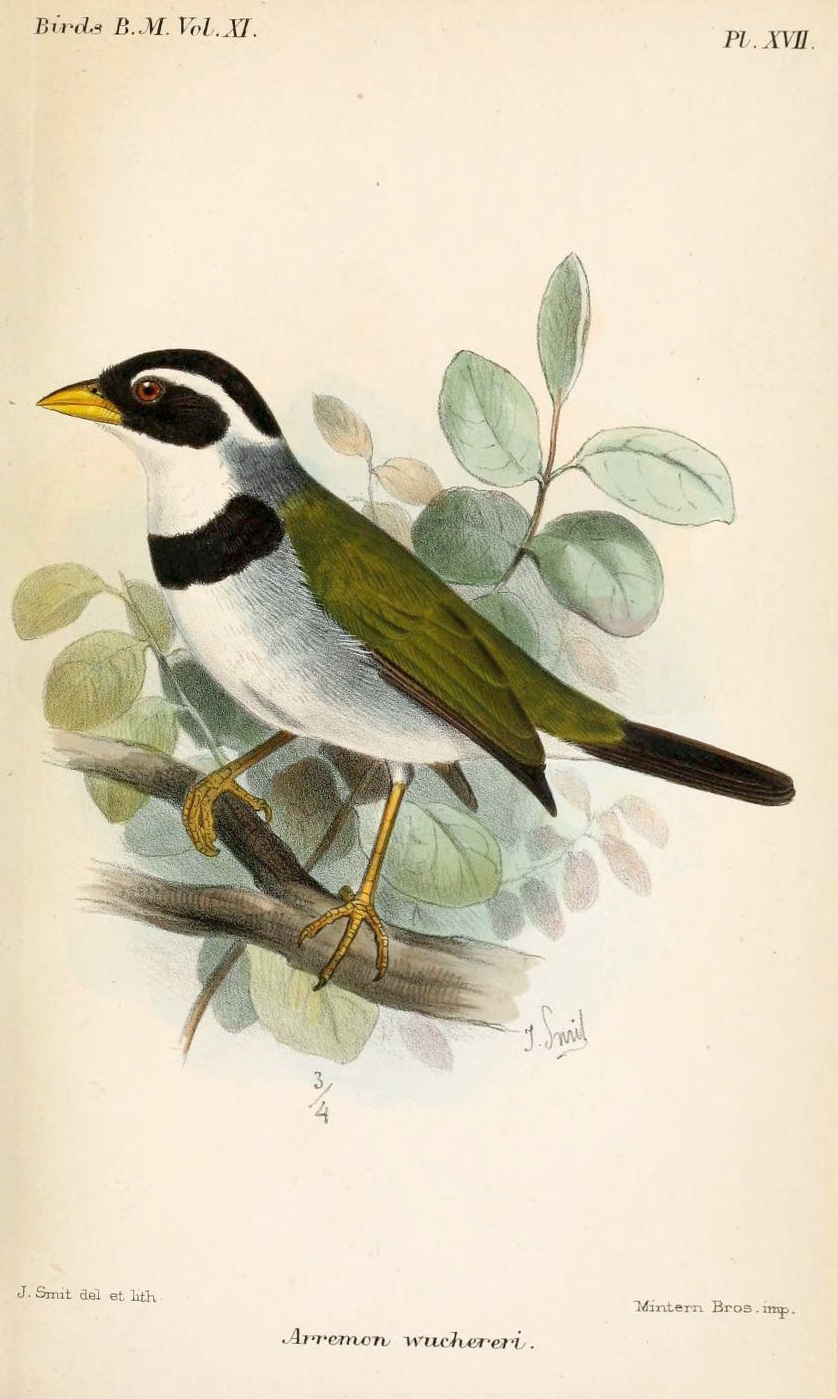